# Sergio Aleksándrovich Románov
Gran Duque Sergio Aleksándrovich de Rusia (Tsárskoye Seló, 10 de mayo de 1857 - Moscú, 17 de febrero de 1905) fue hijo del zar Alejandro II y de la princesa María de Hesse-Darmstadt. Fue una figura influyente durante los reinados de su hermano Alejandro III y su sobrino el zar Nicolás II, de quien era también cuñado a través de su matrimonio con la princesa Isabel de Hesse-Darmstadt, hermana de la última emperatriz de Rusia, Alejandra Fiódorovna
Entre 1891 y 1905, fue gobernador general de Moscú. Era un conservador radical, por lo que su política lo convirtió en una figura polarizante. En 1892, como gobernador de Moscú, ejecutó la orden de expulsión de gran parte de la población judía de la ciudad. La tragedia de Jodynka, en 1896, ha empañado su reputación. Por estos motivos fue el blanco de los revolucionarios, siendo asesinado por la bomba terrorista del militante del Partido Social-Revolucionario Iván Kaliáiev en el Kremlin de Moscú.

## Juventud

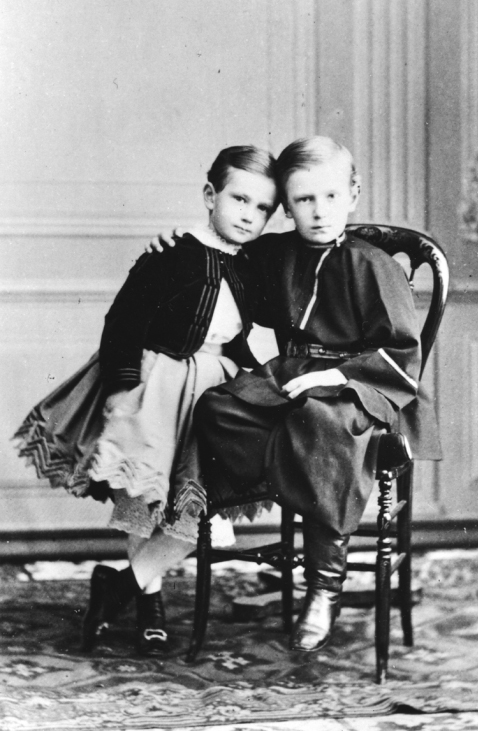
El gran duque Sergio sentado en una silla abrazando a su hermano menor, el Gran Duque Pablo.

El gran duque Sergio Aleksándrovich nació en el ala Zúbov del palacio de Catalina en Tsárskoye Seló, a 32 km de San Petersburgo. Fue el séptimo hijo y quinto varón entre los ocho hijos de Alejandro II de Rusia y de su esposa María Alexándrovna, nacida duquesa María de Hesse-Darmstadt. 
Hasta que tuvo la edad suficiente para empezar las clases, Sergio pasaba todo su tiempo con su hermano menor Pablo, a quien estaba muy unido, y a su hermana María en Livadia, en la residencia de la familia en Crimea, en Tsárskoye Seló y en el Palacio de Invierno en San Petersburgo. En el momento en que Sergio nació, su madre ya tenía una salud muy débil. Aunque no era una madre cariñosa, los tres pequeños, María, Sergio y Pablo, estaban muy unidos a ella. Con el paso del tiempo, la salud de la emperatriz la obligó a evitar el duro clima ruso, pasando largas estancias en el extranjero en Jugenheim, en las cercanías de Darmstadt, y los inviernos en el sur de Francia. En abril de 1865, poco antes del octavo cumpleaños de Sergio, tuvo lugar una desgracia familiar, su hermano mayor y padrino, el zarévich Nicolás, murió en Niza. Sergio era un niño tímido, estudioso e introvertido, y bajo la influencia de su madre, se hizo muy religioso.
A partir de la década de 1870, Sergio y su hermano Pablo se mantuvieron en Rusia por sus estudios. Estaban destinados a seguir una carrera militar; pero su tutor, el almirante Arséniev, alentó a Sergio en la lingüística, las artes y la música. Dominaba varios idiomas y aprendió italiano para leer las obras originales de Dante Alighieri. Su interés por el arte y la cultura italiana era muy intenso, y aun creció más con el tiempo. Pintaba bien y tocaba la flauta en una orquesta de aficionados. Gozaba actuando y era un gran interesado en la historia, la cultura y las tradiciones rusas. Le gustaba leer y conoció personalmente a muchos de los grandes escritores rusos de la época, entre ellos a León Tolstói y a Fiódor Dostoyevski, cuyas obras el gran duque leía y admiraba.

## Carrera militar

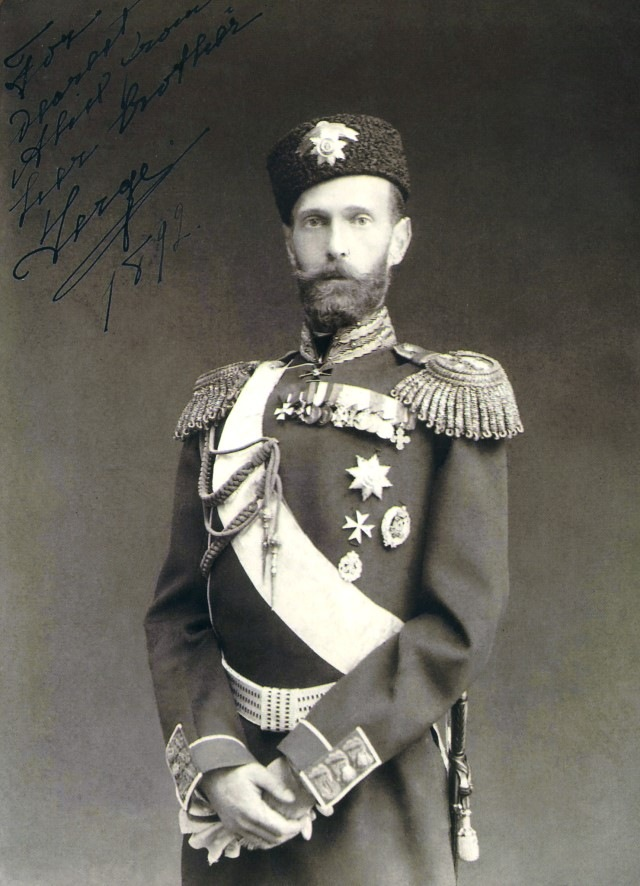
El gran duque Sergio en uniforme militar.

El gran duque Sergio Aleksándrovich comenzó su carrera militar desde su nacimiento. Al nacer se lo hizo Coronel en Jefe del 38.º Regimiento de Infantería Tobolsk, También fue Coronel en Jefe del 2.º Batallón de fusileros de la Guardia y hacia el final de su vida, Coronel en Jefe del 5.º Regimiento de Granaderos Kíevski. En su vigésimo cumpleaños, en 1877, el gran duque hizo el juramento de fidelidad al emperador. Una gira educativa que se había propuesto para él fue aplazada por el estallido de la Guerra Ruso-Turca (1877-1878). Sergio tomó parte en la guerra junto con su padre y hermanos, el zarévich Alejandro y los grandes duques Vladímir y Alekséi. Pasó la mayor parte de su tiempo como porúchik en la Guardia Imperial Rusa, bajo la orden del zarévich en el sureste de Rumanía. Por sus logros en la guerra fue ascendido a coronel, y el 12 de octubre, a raíz de la batalla de Meyk, el emperador lo condecoró con la Orden de San Jorge, por su coraje y valentía contra el enemigo, y por una expedición de reconocimiento en Kara Loma, cerca de Koshev. A finales de diciembre de 1877, Sergio Aleksándrovich regresó a San Petersburgo con su padre.
Alejandro II había comenzado una nueva familia con su amante, y Sergio creyó rota la armonía familiar con el abandono de su madre. La emperatriz María murió en junio de 1880, y en marzo de 1881 Alejandro II, que se había casado con su amante, la princesa Catalina Dolgorúkov, fue asesinado por los terroristas. Sergio fue a Italia con su hermano Pablo y el Almirante Arséniev. Tres meses más tarde, en junio de 1881 el gran duque fue a Palestina acompañado de su hermano y de su primo, el gran duque Constantino Constantínovich. Visitaron Jerusalén y los Santos Lugares. Él ayudó a fundar una sociedad dedicada a la conservación de los santuarios ortodoxos en Tierra Santa y la prestación de servicios a los peregrinos rusos. Fue nombrado presidente de esa sociedad y esa condición de patrono de la presencia de Rusia en Jerusalén pudo ser uno de los mayores entusiasmos de su vida.
Desde 1882, por su carrera en el ejército ocupó una cantidad cada vez mayor de su tiempo en San Petersburgo y por sus maniobras en Krásnoe Seló avanzó aún más. El 15 de enero de 1882, su hermano Alejandro III lo nombró Comandante del 1.er Batallón del Regimiento Preobrazhenski, fundado por Pedro el Grande. Siete años más tarde, fue promovido al rango de Mayor general. Se convirtió en el comandante en jefe del Regimiento Preobrazhenski en 1887. El 26 de febrero de 1891, fue nombrado Ayudante General de la Svita (Svita). Sergio mandó este regimiento hasta 1891, cuando su hermano, el emperador lo nombró Gobernador General de Moscú.

## Un gran duque ruso
A los veintiséis, el rubio gran duque era reservado, inteligente, instruido y refinado. Medía más de 1.80 m de altura, su figura era extremadamente delgada, algo que acentuba con un corsé, que se llevaba a la manera de los oficiales prusianos. 
Con el pelo recortado y la barba muy bien cuidada, Sergio Aleksándrovich tenía una figura impresionante. Cuando Consuelo Vanderbilt, duquesa de Marlborough, lo conoció en Moscú, dijo considerarlo uno de los hombres más guapos que he visto nunca. Descrito por su cuñado Ernesto Luis, gran duque de Hesse-Darmstadt como alto y rubio con rasgos delicados y bellos ojos color verde claro. Muy consciente de su atractivo, era muy altivo y tenía una dura expresión en sus ojos. 
Era muy serio y tenía la costumbre de jugar con un anillo que llevaba, haciéndolo girar alrededor de su dedo. Mantenía un gran control sobre sus sentimientos y muchos confundieron su reserva con orgullo. Pocos tuvieron la oportunidad de conocerlo bien. Tenía una profunda fe y se lo conocía por su sincera adhesión a la Iglesia. Era un conocedor de las antigüedades y del arte ruso y estaba muy interesado en la arqueología y, a veces acudía a las reuniones de los presidentes del Congreso Arqueológico. 
Si bien tímido y reservado, no guardaba en secreto su desaprobación hacia la sociedad y la laxitud de sus formas, y desafiaba toda crítica, pero recobraba su serenidad fácilmente. En su casa, exigía limpieza, orden y disciplina, y se espera que sus órdenes fueran bien obedecidas. Su sobrina, la reina María de Rumania lo recordó: «era seco, nervioso, corto de palabra, impaciente; sin embargo, no tenía el buen humor de sus tres hermanos mayores [...], pero todos los que lo querían se sentían irresistiblemente atraídos por él, aunque podía ser difícil. Quizás pocos valoren su memoria, pero yo sí». Muchos otros miembros de la familia, incluyendo a sus sobrinos Cirilo, la princesa María de Grecia y el gran duque Gabriel dejaron muy buena impresión de él en sus memorias.

## Matrimonio

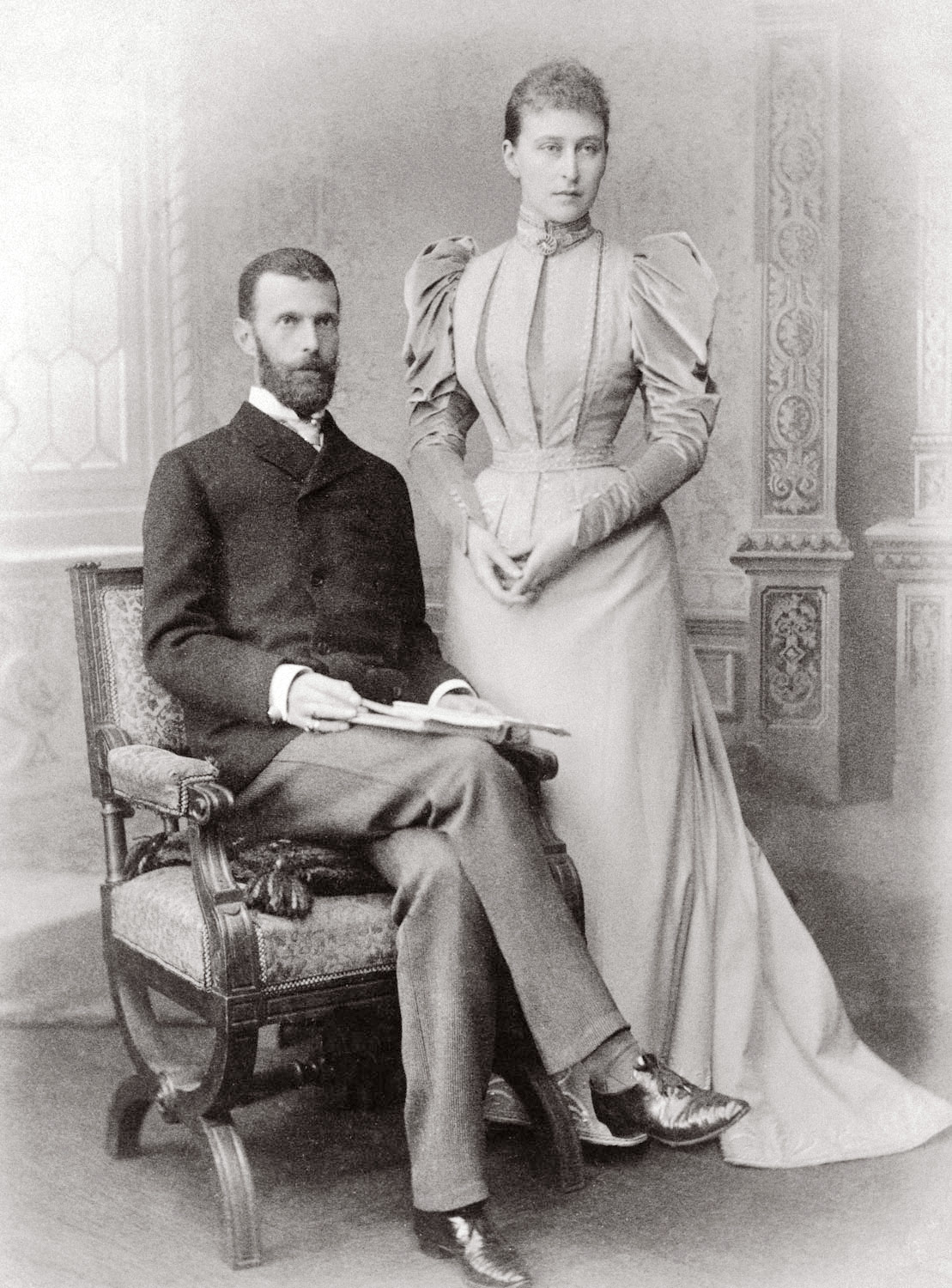
El gran duque Sergio y su esposa la princesa Isabel de Hesse en el día de compromiso.

En 1881 había conversaciones por un posible matrimonio con la princesa Carolina Matilde de Schleswig-Holstein. El emperador Alejandro II tenía la esperanza de que al menos uno de sus hijos se casara con una princesa de Hesse-Darmstadt, como él mismo había hecho. Sergio finalmente eligió como esposa a la princesa Isabel de Hesse, hija del gran duque Luis IV de Hesse-Darmstadt y de la princesa Alicia del Reino Unido. Era hermana mayor del heredero del ducado, Ernesto Luis, y de Alix, futura Alejandra Fiódorovna, zarina consorte de Nicolás II de Rusia. Eran primos hermanos y siempre se habían conocido. En un principio, Isabel rechazó su propuesta de matrimonio, pues ni ella ni sus hermanos eran presionados a contraer matrimonios políticos. Además, la reina Victoria, de fuertes sentimientos antirrusos, se oponía a la boda de su nieta. Después de que la pareja pasase algún tiempo juntos en Wolfgasten en Darmstadt, en septiembre de 1883, Isabel aceptó casarse con él. Su compromiso fue anunciado públicamente el 26 de febrero de 1884 cuando Sergio regresó a visitarla en Darmstad. 
Contrajo nupcias con la princesa Isabel de Hesse (convertida a la ortodoxia en 1891 con el nombre de Isabel Fiódorovna) el 15 de junio de 1884 en el Palacio de Invierno. Tras su matrimonio, la princesa Isabel tomó el nombre de gran duquesa Isabel Fiódorovna de Rusia. La pareja no tuvo hijos, aunque en 1902 le fue otorgada la custodia de los Grandes Duques María Pávlovna y Dmitri Románov, hijos del Gran Duque Pablo Aleksándrovich de Rusia, quien había casado en segundas nupcias en forma morganática y sin permiso del zar Nicolás II y por ello había sido desterrado de Rusia.
Pasaron su luna de miel en Ilínskoye, la finca de 2400 acres (9,7 km²) que Sergio tenía a cuarenta millas al oeste de Moscú, en la orilla izquierda del río Moscova, a 90 minutos en coche de la ciudad, y que había heredado de su madre. La pareja se estableció en San Petersburgo, en una mansión que ocupa la esquina sureste del Canal de la Fontana y la Avenida Nevsky, a poca distancia de su antiguo apartamento en el Palacio de Invierno. La mansión Belozerzky, que fue comprada por Sergio para vivir con su esposa, pasó a llamarse Palacio Serguéievski. La pareja también tenía Ferme, una villa situada cerca de Peterhof y que había heredado de su madre. Por lo general, cada agosto llegaban a Ilínskoye con los huéspedes que ocupan los distintos chalets de madera que salpican el parque. En la orilla opuesta del río Moscova, Sergio construyó Úsovo, una gran casa de tres pisos de piedra y ladrillo y con un moderno sistema de calefacción.
Sergio y su hermano eran muy cercanos a Alejandro III y a su esposa María Fiódorovna. El zar confiaba más en él de lo que confiaba en sus otros hermanos, y en 1886 a Sergio se le confió la introducción del zarévich Nikolái, el futuro Nicolás II. El gran duque y su esposa representaron a Rusia en 1887 durante la celebración del Jubileo de la reina Victoria. En 1888, fueron enviados a Tierra Santa con motivo de la consagración de la iglesia de Santa María Magdalena en Jerusalén, construido en memoria de la emperatriz María Aleksándrovna. En 1892, seis años después del matrimonio, Sergio ya se había resignado a no tener hijos y dejó como herederos en su testamento, tras su esposa, a los hijos de su hermano Pablo.

## Gobernador de Moscú

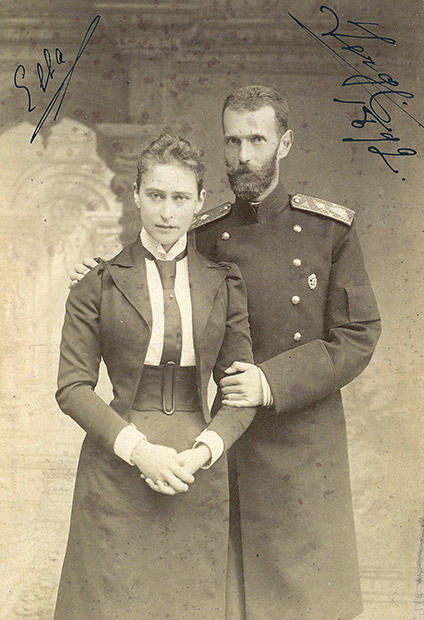
El gran duque Sergio y su esposa en 1892.

Con el aumento de elementos radicales, especialmente entre los estudiantes de Moscú, Alejandro III adoptó una política de represión, así que en la primavera de 1891, el zar nombró a Sergio Gobernador General de la antigua capital rusa. A pesar de que era un gran honor, aceptó su nuevo nombramiento a regañadientes, pues había tenido la esperanza de permanecer más tiempo al mando del Regimiento Preobrazhenski, dónde era muy popular y él y su amada esposa podían disfrutar de la tranquila vida de San Petersburgo.
El papel de Gobernador General de Moscú era una decisión que sólo correspondía al emperador, y Sergio era un político duro que compartía las ideas de su hermano. Sergio comenzó su mandato con la expulsión de Moscú de 20.000 judíos. Se trataba de un ukaz imperial publicado cuatro semanas antes por el ministro del Interior, Iván Durnovó, por el que todos los judíos de posición social baja (artesanos, pequeños comerciantes y otros) debían ser expulsados de Moscú . El 29 de marzo, el primer día de la Pascua, la población judía de la ciudad se enteró del nuevo decreto que ordenaba su expulsión. Cuidadosamente planificada en tres fases que durarían doce meses. Los primeros en salir fueron los solteros, los niños y los que no habían vivido en la ciudad más de tres años. A continuación, fue el turno de los aprendices, de las familias con un máximo de cuatro niños y aquellos con menos de seis años de residencia. Por último, fue el turno de los antiguos colonos judíos con familias numerosas, algunos de los cuales habían vivido en Moscú durante cuarenta años. Muchas jóvenes judías se registraron como prostitutas para permanecer en la ciudad. Durante la expulsión, los hogares fueron rodeados por los cosacos en medio de la noche mientras la policía saqueaba todas las casas. En enero de 1892, con una temperatura de 30 grados bajo cero, la estación de Brest estaba llena de judíos de todas las edades y sexos, todos en trapos y rodeados por los escasos bienes que habían podido rescatar. Sergio, como Gobernador General, fue solicitado por los comisarios de policía para poner fin a las expulsiones hasta la mejora de las condiciones meteorológicas. Aunque aceptó, la orden no se publicó hasta que las expulsiones acabaron. Algunos de ellos se trasladaron al sur y el oeste de las regiones del Imperio ruso, aunque hubo muchos que decidieron emigrar. En cuanto el costo de la expulsión, Moscú perdió 100 millones de rublos en comercio y producción, las empresas perdieron 25.000 empleados, mientras que la fabricación de la seda, una de las industrias más lucrativas de la ciudad, fue eliminada.
Para satisfacer las necesidades de los estudiantes, Sergio ordenó iniciar la construcción de nuevas residencias en la ciudad. Al mismo tiempo, se impusieron restricciones a estudiantes y profesores de las universidades para prevenir y eliminar las ideas revolucionarias. Esto hizo que Sergio Aleksándrovich fuese muy impopular en Moscú entre los intelectuales, aunque los más conservadores se mostraron complacidas. La nobleza y los comerciantes moscovitas lo despreciaban porque era áspero y carecía de tacto, así por tratar de luchar contra el fraude comercial y hacer cumplir estrictas medidas policiales. Sin embargo, hizo mejorar notablemente las condiciones generales de vida durante su mandato y era muy consciente del desempeño de sus funciones: "Incluso cuando se suponía que estaba de descanso", recuerda su sobrina, "constantemente recibía correos de Moscú en público". Prestaba mucha atención al detalle, y realizaba personalmente las cuestiones que podrían haber sido fácilmente relegadas a sus subordinados. A veces, salía por la ciudad de incógnito para ver, por sí mismo, las condiciones en las que vivían sus habitantes. En privado, él y su esposa se mostraron preocupados por la pobreza que había en Moscú y sus alrededores, y examinaban las formas de mejorarlo.
Organizar la asistencia social y la beneficencia siempre atrajo la atención de Sergio. Fue, por ejemplo, presidente de la Sociedad de Moscú para la Atención, de la Crianza y Educación de Niños Ciegos, de la Sociedad de Sin Techos, de Niños Abandonados y Adolescentes Condenados, y del Departamento Moscovita de la Sociedad Nacional de Protección de la Salud. Además, era patrono de organizaciones tan diversas como las Universidades de Moscú y San Petersburgo; del Fondo de Ayuda Mutua, la Sociedad de Atención a Ancianos Actores y la Escuela Secundaria Clásica de Pskov. También fue presidente de las Academias de las Artes y las Ciencias, la Sociedad Arqueológica de Moscú, la Sociedad de Agricultura, la Sociedad Musical Rusa, el Museo de Historia de Moscú y la Academia Teológica de Moscú, entre otros.

## La Tragedia de Jodynka

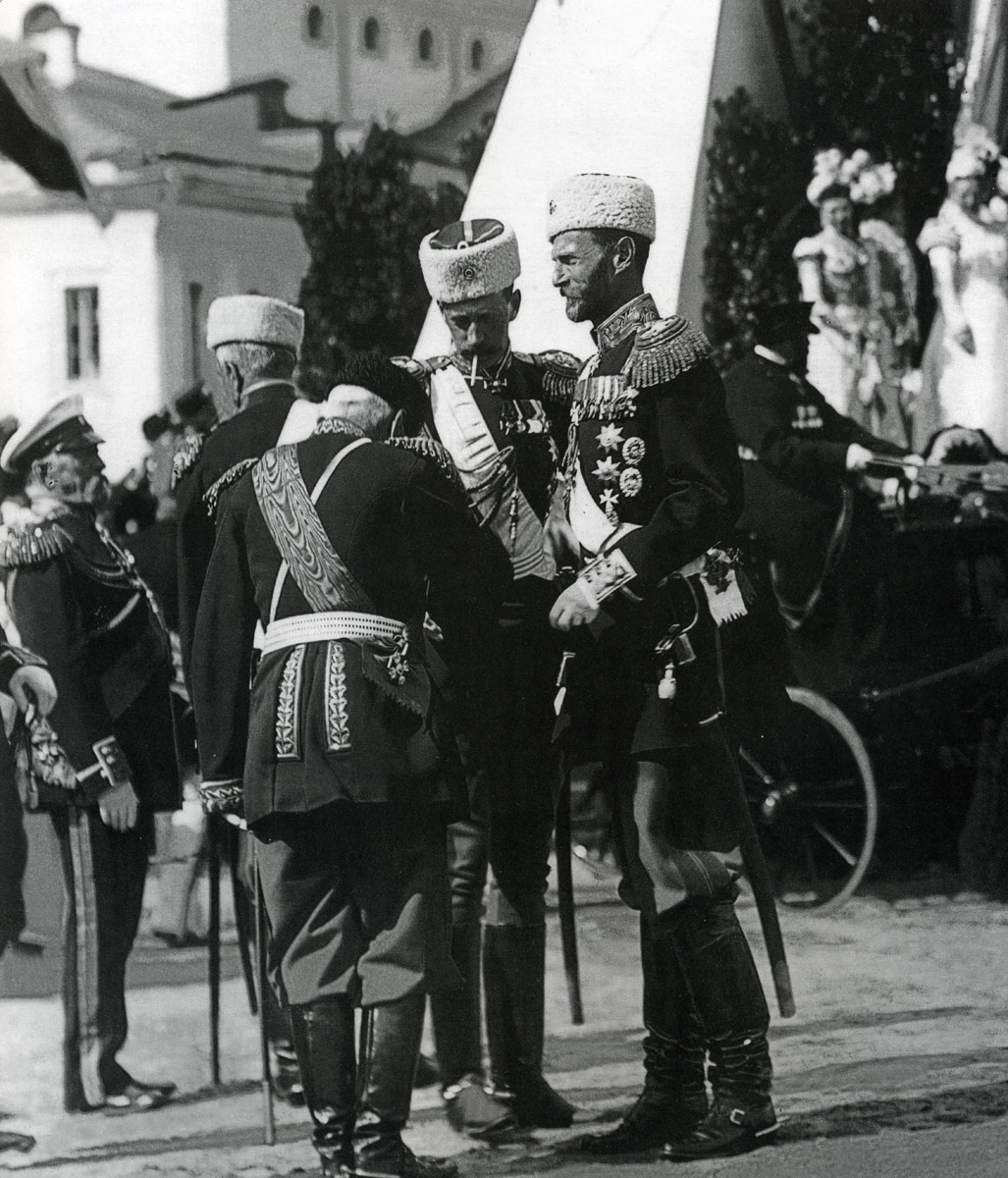
El gran duque Sergio (derecha) con su hermano el Gran Duque Pablo (centro) el 14 de mayo de 1896 en la coronación de Nicolás II.

Alejandro III murió en noviembre de 1894 y su hijo Nicolás II ascendió al trono ruso. La relación entre el gran duque Sergio y su sobrino, que había servido bajo su mando en el Regimiento Preobrazhenski, se hizo más cercana y fuerte desde el matrimonio de Nicolás con la princesa Alix de Hesse, la hermana menor de la esposa de Sergio. Se trataba de una unión que Sergio e Isabel habían promovido. 
La ceremonia de coronación del nuevo emperador y de su esposa, tal como exigía la tradición, tuvo lugar en Moscú, y Sergio como Gobernador General de la Ciudad estuvo a cargo de la supervisión de la ceremonia. Como parte de los preparativos, Sergio había introducido la novedad de la luz eléctrica en Moscú. Hacia el final de las festividades, según la costumbre, el zar recién coronado presentaba regalos a la población, algo que tendría lugar en los campos de Jodynka, en las afueras de Moscú. La elección es cuestionable, ya que era un terreno utilizado para el entrenamiento militar y fue atravesado con zanjas. A pesar de que se esperaba una multitud de casi medio millón de todas partes de Rusia, sólo un escuadrón de cosacos y un pequeño destacamento de policía fueron enviados a mantener el orden.
Desde muy temprano, en la mañana del 18 de mayo de 1896, la población comenzó a reunirse fuera de la frágil valla de madera que protegía el campo, viendo los carros cargados con cerveza y de los otros regalos. Alrededor de las 6 de la mañana, abrieron y la gente entró en masa hacia los quioscos. Muchos se cayeron o resbalaron en los surcos del terreno y eran aplastados y pisoteados. Otros se asfixiaron en mitad del caos. La policía, muy poca en número, fue incapaz de hacer mucho, e incluso los cosacos cuando llegaron no pudieron detener la catástrofe. Mil trescientas personas, muchos irreconocibles y horriblemente mutiladas, murieron y el doble de este número resultó herido gravemente. 

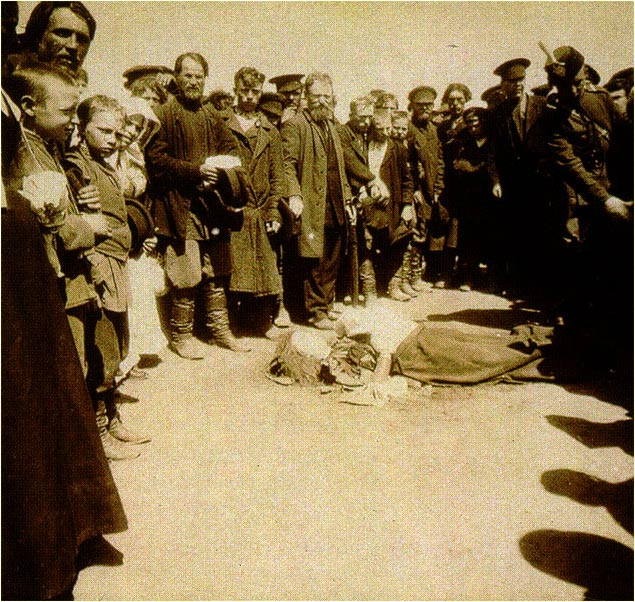
Víctimas de la estampida de Jodynka.

Si bien el gran duque Sergio no participó directamente en la planificación del campo de Jodynka, fue culpable de falta de previsión, y como gobernador general, en última instancia, responsable. Sin embargo, no asumió su parte de responsabilidad en la tragedia. Echó la culpa a los demás, sobre todo al conde Voronzov-Dáshkov, jefe de la Secretaría de la Corte Imperial, con quien ha habido cierta controversia sobre la gestión de las fiestas de coronación, y el Coronel Vlásovski, Jefe de la Policía de Moscú. Además, Sergio fue muy criticado por no acudir al lugar de los hechos y por no presentar ningún tipo de pésame a los familiares de las víctimas en los funerales.
Tras la tragedia de Jodynka hubo una división dentro de la familia Románov. Parte de la familia, dirigida por el gran duque Nicolás Mijáilovich y sus hermanos, que pensaban que la fiesta debería ser cancelada. Por otra parte, Sergio Aleksándrovich y sus hermanos pensaban que un acontecimiento histórico, como era la coronación, no debía ser interrumpida o afectada por un notable período de luto. Además creían que la gente que venía de grandes distancias no debería ser decepcionada, y que los eventos programados para los dignatarios extranjeros debían seguir adelante. También había división en la familia Románov en cuanto a si el gran duque Sergio debería haber dimitido. El gran duque Nicolás Mijáilovich y sus hermanos pidieron su dimisión, mientras que los propios hermanos de Sergio, los grandes duques Vladímir Aleksándrovich y Alekséi Aleksándrovich cerraron filas apoyándolo y amenazaron con retirarse de la vida pública si Sergio se convertía en el chivo expiatorio de la tragedia de Jodynka. Sergio, en última instancia, se negó a dimitir mientras Vorontzov-Dáshkov no lo hiciese también. El zar no apoyó el proyecto de investigación, a pesar de lo cual el jefe de la policía dimitió, aunque el gran duque Sergio fue mantenido en su cargo. La noche de la tragedia, el zar Nicolás II asistió al baile diplomático en honor de los franceses, sufriendo su reputación por lo que se consideraba una falta de simpatía hacia las víctimas.

## Personalidad y asesinato

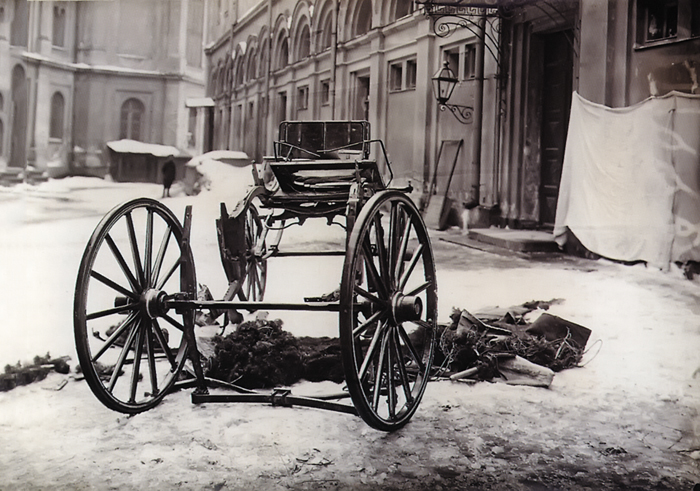
El carruaje del Gran Duque Sergio después de su asesinato, principios de 1905.

En 1894 Sergio empezó a formar parte del Consejo de Estado. En 1896, fue ascendido a Teniente General y nombrado Comandante del distrito militar de Moscú. Porque Sergio se dedicó a seguir las instrucciones de su sobrino, el zar lo consideraba un instrumento útil para contrarrestar el peso de algunos de sus ministros y funcionarios y lo mantuvo siempre a su lado. Cuando en 1896 los disturbios estallaron en las universidades, Nicolás II le agradeció su rápida acción y la de las autoridades que restablecieron el orden rápidamente.
Aunque a menudo Sergio fue considerado como un reaccionario, según su cuñado Ernesto, Gran Duque de Hesse-Darmtadt, quería y se esforzaba para mejorar la situación, lo que enfurecía a los conservadores, que bloquearon las reformas revolucionarias, lo que enfurecía a los radicales, porque las consideraban poco prácticas y pensaban que Rusia no estaba preparada para ellos.
La enigmática personalidad de Sergio y sus duras maneras lo hacen parecer arrogante y desagradable. Tímido por naturaleza, teme el contacto personal. Cuando la cortesía exigía un apretón de manos, solucionaba el problema usando guantes blancos. Puritano y sin sentido del humor sentía un total desprecio por la opinión pública. Nunca parecía estar a gusto consigo mismo y con los demás. Se convirtió en un foco de graves opositores al régimen, así como para el chismorreo malintencionado. Su primo, el gran duque Alejandro Mijáilovich, dejó una dura descripción sobre él: «No puedo encontrar una única característica redentora en su carácter [...] obstinado, arrogante, desagradable, que alardea de sus múltiples particularidades en la faz de toda la nación [...]». Más tarde, los escritores lo acusaron de sadismo.

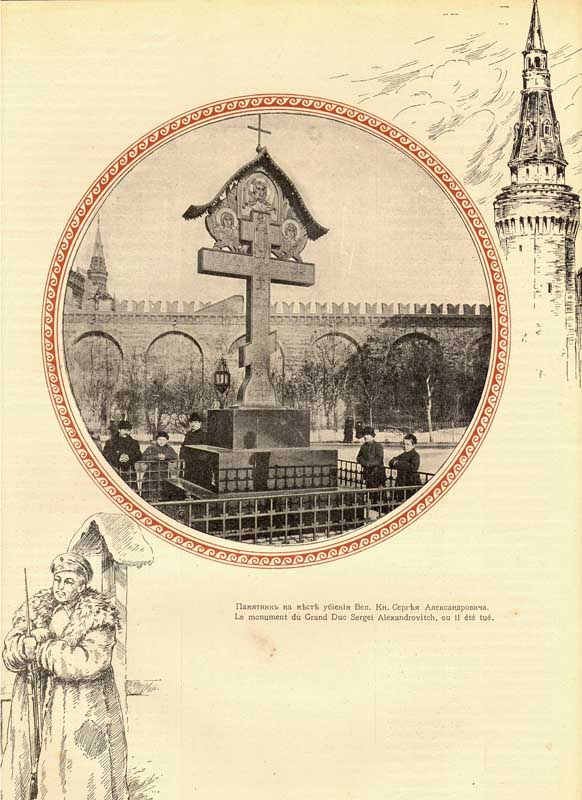
Imagen del monumento en memoria del Gran duque Sergio.

Una gran parte de la controversia en torno a Sergio Aleksándrovich se debe a la naturaleza de su vida personal. Apenas se sabe nada sobre el matrimonio de Sergio. Sus documentos privados, incluyendo su correspondencia con su esposa, no han sobrevivido, y la evidencia de que existe en el archivo estatal de Moscú, el más importante repositorio de documentos Románov, está abierto a interpretación. Según algunos informes contemporáneos, Sergio era homosexual. Su sexualidad estaría en conflicto con sus intensas creencias religiosas y su posición. Contrariamente a esta creencia, el matrimonio fue feliz, a su manera. Eran escasas las parejas reales que durmieron en la misma cama durante toda su vida matrimonial. Forzados a defenderse contra los rumores de discordia, Isabel Fiódorovna se dedicó a su marido y a su recuerdo atesorado tras su muerte.

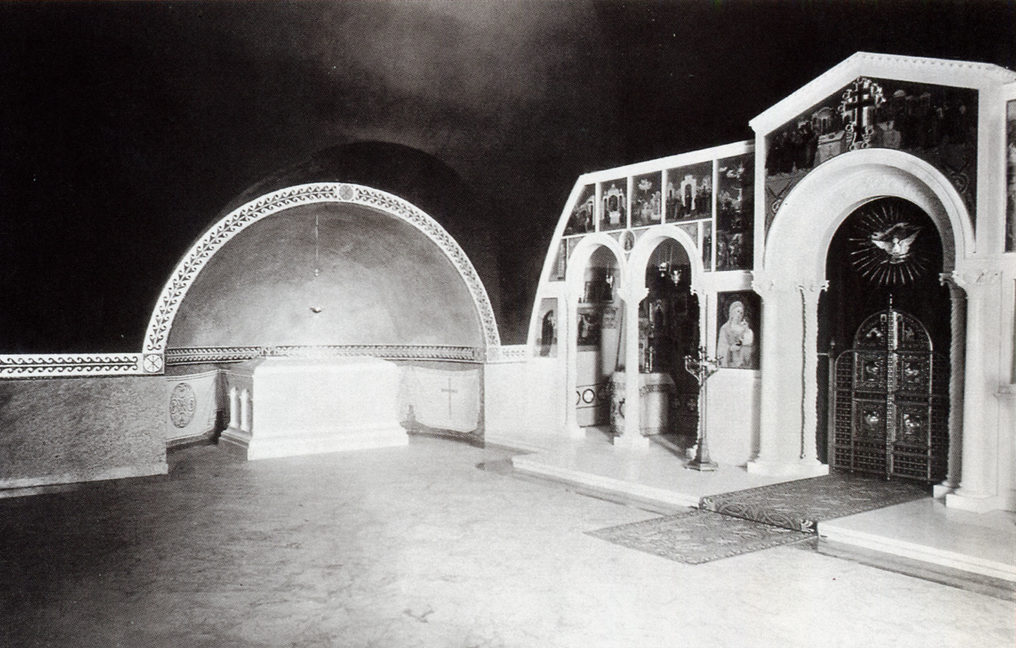
Cripta del Gran Duque Sergio en el Monasterio Chúdov del Kremlin (destruido en los años 1930).

Aunque su matrimonio no tuvo descendencia, los dos hijos del Gran Duque Pablo, la Gran Duquesa María y el Gran Duque Dmitri, a menudo pasaban las Navidades y algunas vacaciones de verano con Sergio y su esposa. La pareja tenía reservados en su casa un cuarto de juegos y unos dormitorios para los jóvenes. En 1902, Pablo fue expulsado de Rusia tras contraer matrimonio morganático y Sergio solicitó y obtuvo la tutela de sus sobrinos. Como padre adoptivo, Sergio era estricto y exigente, pero cariñoso y dedicado con los niños. Sin embargo, María y Dmitri siempre sintieron resentimiento hacia sus tíos por haberlos separado de su verdadero padre. 
A finales de 1904, Rusia sufrió una gran catástrofe en la Guerra Ruso-Japonesa y el país entraba en una época de auténtico caos. Se presionó a Sergio para mantener el orden. Él era de la opinión de que sólo la mayor severidad podría poner fin a la efervescencia revolucionaria, pero a raíz de los disturbios civiles Nicolás II se vio obligado a hacer concesiones. Sergio no apoyó la política de seguridad del zar de vacilaciones y evasivas. Según María Pávlovna, «mi tío expresó su profundo pesar por la situación en Rusia, de la necesidad de medidas serias y de la debilidad de los penales de los ministros del zar y sus consejeros». Completamente desilusionado por la situación, decidió que era momento de jubilarse e informó el zar que los nuevos tiempos necesitaban nuevas caras. Después de trece años de servicio, Sergio renunció a la Gobernación el 1 de enero de 1905. Sin embargo, continuó en el cargo de Comandante del distrito militar de Moscú.
Fue Gobernador de Moscú durante muchos años. Era un hombre muy religioso, aunque se lo acusaba de tener un carácter duro y frío. Murió asesinado en un atentado terrorista con una bomba de nitroglicerina lanzada contra su carruaje, que lo despedazó en las afueras del Kremlin de Moscú. Su asesino, Ivan Kalyayev, sobrevivió inesperadamente a la fuerza de la explosión pero quedó tendido herido en la calle para después ser apresado por la policía imperial rusa y ejecutado por fusilamiento. En el lugar del asesinato se erigió un monumento conmemorativo, que después de la Revolución rusa fue destruido por órdenes y con la participación personal de Lenin. 

## Títulos y tratamientos
Esta tabla aún no está actualizada. Puedes contribuir aportando información sobre títulos y tratamientos de esta persona.

## Ancestros
| \| \| \| \| \| \| \| \| \| \| \| \| \| \| \| \| \| \| \| \| 16. Pedro III de Rusia \| \| \| \| \| \| \| \| \| \| \| \| \| \| \| \| \| \| \| \| \| \| \| \| \| \| \| \| \| \| \| \| \| \| \| \| \| \| \| \| \| \| \| \| \| \| \| \| \| \| \| \| \| \| 8. Pablo I de Rusia \| \| \| \| \| \| \| \| \| \| \| \| \| \| \| \| \| \| \| \| \| \| \| \| \| \| \| \| \| \| \| \| \| \| \| \| \| \| \| \| \| \| \| \| \| \| \| \| \| \| \| \| \| \| 17. Catalina II de Rusia \| \| \| \| \| \| \| \| \| \| \| \| \| \| \| \| \| \| \| \| \| \| \| \| \| \| \| \| \| \| \| \| \| \| \| \| \| \| \| \| \| \| \| \| \| \| \| \| \| \| \| \| \| \| 4. Nicolás I de Rusia \| \| \| \| \| \| \| \| \| \| \| \| \| \| \| \| \| \| \| \| \| \| \| \| \| \| \| \| \| \| \| \| \| \| \| \| \| \| \| \| \| \| \| \| \| \| \| \| \| \| \| \| \| \| 18. Federico II Eugenio de Wurtemberg \| \| \| \| \| \| \| \| \| \| \| \| \| \| \| \| \| \| \| \| \| \| \| \| \| \| \| \| \| \| \| \| \| \| \| \| \| \| \| \| \| \| \| \| \| \| \| \| \| \| \| \| \| \| 9. Sofía Dorotea de Wurtemberg \| \| \| \| \| \| \| \| \| \| \| \| \| \| \| \| \| \| \| \| \| \| \| \| \| \| \| \| \| \| \| \| \| \| \| \| \| \| \| \| \| \| \| \| \| \| \| \| \| \| \| \| \| \| 19. Federica de Brandeburgo-Schwedt \| \| \| \| \| \| \| \| \| \| \| \| \| \| \| \| \| \| \| \| \| \| \| \| \| \| \| \| \| \| \| \| \| \| \| \| \| \| \| \| \| \| \| \| \| \| \| \| \| \| \| \| \| \| 2. Alejandro II de Rusia \| \| \| \| \| \| \| \| \| \| \| \| \| \| \| \| \| \| \| \| \| \| \| \| \| \| \| \| \| \| \| \| \| \| \| \| \| \| \| \| \| \| \| \| \| \| \| \| \| \| \| \| \| \| 20. Federico Guillermo II de Prusia \| \| \| \| \| \| \| \| \| \| \| \| \| \| \| \| \| \| \| \| \| \| \| \| \| \| \| \| \| \| \| \| \| \| \| \| \| \| \| \| \| \| \| \| \| \| \| \| \| \| \| \| \| \| 10. Federico Guillermo III de Prusia \| \| \| \| \| \| \| \| \| \| \| \| \| \| \| \| \| \| \| \| \| \| \| \| \| \| \| \| \| \| \| \| \| \| \| \| \| \| \| \| \| \| \| \| \| \| \| \| \| \| \| \| \| \| 21. Federica Luisa de Hesse-Darmstadt \| \| \| \| \| \| \| \| \| \| \| \| \| \| \| \| \| \| \| \| \| \| \| \| \| \| \| \| \| \| \| \| \| \| \| \| \| \| \| \| \| \| \| \| \| \| \| \| \| \| \| \| \| \| 5. Carlota de Prusia \| \| \| \| \| \| \| \| \| \| \| \| \| \| \| \| \| \| \| \| \| \| \| \| \| \| \| \| \| \| \| \| \| \| \| \| \| \| \| \| \| \| \| \| \| \| \| \| \| \| \| \| \| \| 22. Carlos II de Mecklemburgo-Strelitz \| \| \| \| \| \| \| \| \| \| \| \| \| \| \| \| \| \| \| \| \| \| \| \| \| \| \| \| \| \| \| \| \| \| \| \| \| \| \| \| \| \| \| \| \| \| \| \| \| \| \| \| \| \| 11. Luisa de Mecklemburgo-Strelitz \| \| \| \| \| \| \| \| \| \| \| \| \| \| \| \| \| \| \| \| \| \| \| \| \| \| \| \| \| \| \| \| \| \| \| \| \| \| \| \| \| \| \| \| \| \| \| \| \| \| \| \| \| \| 23. Federica de Hesse-Darmstadt \| \| \| \| \| \| \| \| \| \| \| \| \| \| \| \| \| \| \| \| \| \| \| \| \| \| \| \| \| \| \| \| \| \| \| \| \| \| \| \| \| \| \| \| \| \| \| \| \| \| \| \| \| \| 1. Gran Duque Sergio Aleksándrovich de Rusia \| \| \| \| \| \| \| \| \| \| \| \| \| \| \| \| \| \| \| \| \| \| \| \| \| \| \| \| \| \| \| \| \| \| \| \| \| \| \| \| \| \| \| \| \| \| \| \| \| \| \| \| \| \| 24. Luis IX de Hesse-Darmstadt \| \| \| \| \| \| \| \| \| \| \| \| \| \| \| \| \| \| \| \| \| \| \| \| \| \| \| \| \| \| \| \| \| \| \| \| \| \| \| \| \| \| \| \| \| \| \| \| \| \| \| \| \| \| 12. Luis I de Hesse-Darmstadt \| \| \| \| \| \| \| \| \| \| \| \| \| \| \| \| \| \| \| \| \| \| \| \| \| \| \| \| \| \| \| \| \| \| \| \| \| \| \| \| \| \| \| \| \| \| \| \| \| \| \| \| \| \| 25. Carolina de Zweibrücken-Birkenfeld \| \| \| \| \| \| \| \| \| \| \| \| \| \| \| \| \| \| \| \| \| \| \| \| \| \| \| \| \| \| \| \| \| \| \| \| \| \| \| \| \| \| \| \| \| \| \| \| \| \| \| \| \| \| 6. Luis II de Hesse-Darmstadt (discutido). \| \| \| \| \| \| \| \| \| \| \| \| \| \| \| \| \| \| \| \| \| \| \| \| \| \| \| \| \| \| \| \| \| \| \| \| \| \| \| \| \| \| \| \| \| \| \| \| \| \| \| \| \| \| 26. Jorge Guillermo de Hesse-Darmstadt \| \| \| \| \| \| \| \| \| \| \| \| \| \| \| \| \| \| \| \| \| \| \| \| \| \| \| \| \| \| \| \| \| \| \| \| \| \| \| \| \| \| \| \| \| \| \| \| \| \| \| \| \| \| 13. Luisa de Hesse-Darmstadt \| \| \| \| \| \| \| \| \| \| \| \| \| \| \| \| \| \| \| \| \| \| \| \| \| \| \| \| \| \| \| \| \| \| \| \| \| \| \| \| \| \| \| \| \| \| \| \| \| \| \| \| \| \| 27. Carolina de Nassau-Saarbrücken \| \| \| \| \| \| \| \| \| \| \| \| \| \| \| \| \| \| \| \| \| \| \| \| \| \| \| \| \| \| \| \| \| \| \| \| \| \| \| \| \| \| \| \| \| \| \| \| \| \| \| \| \| \| 3. María de Hesse-Darmstadt \| \| \| \| \| \| \| \| \| \| \| \| \| \| \| \| \| \| \| \| \| \| \| \| \| \| \| \| \| \| \| \| \| \| \| \| \| \| \| \| \| \| \| \| \| \| \| \| \| \| \| \| \| \| 28. Carlos Federico I de Baden \| \| \| \| \| \| \| \| \| \| \| \| \| \| \| \| \| \| \| \| \| \| \| \| \| \| \| \| \| \| \| \| \| \| \| \| \| \| \| \| \| \| \| \| \| \| \| \| \| \| \| \| \| \| 14. Carlos Luis de Baden \| \| \| \| \| \| \| \| \| \| \| \| \| \| \| \| \| \| \| \| \| \| \| \| \| \| \| \| \| \| \| \| \| \| \| \| \| \| \| \| \| \| \| \| \| \| \| \| \| \| \| \| \| \| 29. Carolina Luisa de Hesse-Darmstadt \| \| \| \| \| \| \| \| \| \| \| \| \| \| \| \| \| \| \| \| \| \| \| \| \| \| \| \| \| \| \| \| \| \| \| \| \| \| \| \| \| \| \| \| \| \| \| \| \| \| \| \| \| \| 7. Guillermina de Baden \| \| \| \| \| \| \| \| \| \| \| \| \| \| \| \| \| \| \| \| \| \| \| \| \| \| \| \| \| \| \| \| \| \| \| \| \| \| \| \| \| \| \| \| \| \| \| \| \| \| \| \| \| \| 30. Luis IX de Hesse-Darmstadt \| \| \| \| \| \| \| \| \| \| \| \| \| \| \| \| \| \| \| \| \| \| \| \| \| \| \| \| \| \| \| \| \| \| \| \| \| \| \| \| \| \| \| \| \| \| \| \| \| \| \| \| \| \| 15. Amalia de Hesse-Darmstadt \| \| \| \| \| \| \| \| \| \| \| \| \| \| \| \| \| \| \| \| \| \| \| \| \| \| \| \| \| \| \| \| \| \| \| \| \| \| \| \| \| \| \| \| \| \| \| \| \| \| \| \| \| \| 31. Carolina de Zweibrücken-Birkenfeld \| \| \| \| \| \| \| \| \| \| \| \| \| \| \| \| \| \| \| \| \| \| \| \| \| \| \| \| \| \| \| \| \| \| \| \| \| \| \| \| \| \| \| \| \| \| \| \| \| \| \| \| |                                              |  |  |  |  |  |  |  |  |  |  |  |  |  |  |  |
| |                                              |  |  |  |  |  |  |  |  |  |  |  |  |  |  |  |
| | 16. Pedro III de Rusia                       |  |  |  |  |  |  |  |  |  |  |  |  |  |  |  |
| |                                              |  |  |  |  |  |  |  |  |  |  |  |  |  |  |  |
| |                                              |  |  |  |  |  |  |  |  |  |  |  |  |  |  |  |
| | 8. Pablo I de Rusia                          |  |  |  |  |  |  |  |  |  |  |  |  |  |  |  |
| |                                              |  |  |  |  |  |  |  |  |  |  |  |  |  |  |  |
| |                                              |  |  |  |  |  |  |  |  |  |  |  |  |  |  |  |
| | 17. Catalina II de Rusia                     |  |  |  |  |  |  |  |  |  |  |  |  |  |  |  |
| |                                              |  |  |  |  |  |  |  |  |  |  |  |  |  |  |  |
| |                                              |  |  |  |  |  |  |  |  |  |  |  |  |  |  |  |
| | 4. Nicolás I de Rusia                        |  |  |  |  |  |  |  |  |  |  |  |  |  |  |  |
| |                                              |  |  |  |  |  |  |  |  |  |  |  |  |  |  |  |
| |                                              |  |  |  |  |  |  |  |  |  |  |  |  |  |  |  |
| | 18. Federico II Eugenio de Wurtemberg        |  |  |  |  |  |  |  |  |  |  |  |  |  |  |  |
| |                                              |  |  |  |  |  |  |  |  |  |  |  |  |  |  |  |
| |                                              |  |  |  |  |  |  |  |  |  |  |  |  |  |  |  |
| | 9. Sofía Dorotea de Wurtemberg               |  |  |  |  |  |  |  |  |  |  |  |  |  |  |  |
| |                                              |  |  |  |  |  |  |  |  |  |  |  |  |  |  |  |
| |                                              |  |  |  |  |  |  |  |  |  |  |  |  |  |  |  |
| | 19. Federica de Brandeburgo-Schwedt          |  |  |  |  |  |  |  |  |  |  |  |  |  |  |  |
| |                                              |  |  |  |  |  |  |  |  |  |  |  |  |  |  |  |
| |                                              |  |  |  |  |  |  |  |  |  |  |  |  |  |  |  |
| | 2. Alejandro II de Rusia                     |  |  |  |  |  |  |  |  |  |  |  |  |  |  |  |
| |                                              |  |  |  |  |  |  |  |  |  |  |  |  |  |  |  |
| |                                              |  |  |  |  |  |  |  |  |  |  |  |  |  |  |  |
| | 20. Federico Guillermo II de Prusia          |  |  |  |  |  |  |  |  |  |  |  |  |  |  |  |
| |                                              |  |  |  |  |  |  |  |  |  |  |  |  |  |  |  |
| |                                              |  |  |  |  |  |  |  |  |  |  |  |  |  |  |  |
| | 10. Federico Guillermo III de Prusia         |  |  |  |  |  |  |  |  |  |  |  |  |  |  |  |
| |                                              |  |  |  |  |  |  |  |  |  |  |  |  |  |  |  |
| |                                              |  |  |  |  |  |  |  |  |  |  |  |  |  |  |  |
| | 21. Federica Luisa de Hesse-Darmstadt        |  |  |  |  |  |  |  |  |  |  |  |  |  |  |  |
| |                                              |  |  |  |  |  |  |  |  |  |  |  |  |  |  |  |
| |                                              |  |  |  |  |  |  |  |  |  |  |  |  |  |  |  |
| | 5. Carlota de Prusia                         |  |  |  |  |  |  |  |  |  |  |  |  |  |  |  |
| |                                              |  |  |  |  |  |  |  |  |  |  |  |  |  |  |  |
| |                                              |  |  |  |  |  |  |  |  |  |  |  |  |  |  |  |
| | 22. Carlos II de Mecklemburgo-Strelitz       |  |  |  |  |  |  |  |  |  |  |  |  |  |  |  |
| |                                              |  |  |  |  |  |  |  |  |  |  |  |  |  |  |  |
| |                                              |  |  |  |  |  |  |  |  |  |  |  |  |  |  |  |
| | 11. Luisa de Mecklemburgo-Strelitz           |  |  |  |  |  |  |  |  |  |  |  |  |  |  |  |
| |                                              |  |  |  |  |  |  |  |  |  |  |  |  |  |  |  |
| |                                              |  |  |  |  |  |  |  |  |  |  |  |  |  |  |  |
| | 23. Federica de Hesse-Darmstadt              |  |  |  |  |  |  |  |  |  |  |  |  |  |  |  |
| |                                              |  |  |  |  |  |  |  |  |  |  |  |  |  |  |  |
| |                                              |  |  |  |  |  |  |  |  |  |  |  |  |  |  |  |
| | 1. Gran Duque Sergio Aleksándrovich de Rusia |  |  |  |  |  |  |  |  |  |  |  |  |  |  |  |
| |                                              |  |  |  |  |  |  |  |  |  |  |  |  |  |  |  |
| |                                              |  |  |  |  |  |  |  |  |  |  |  |  |  |  |  |
| | 24. Luis IX de Hesse-Darmstadt               |  |  |  |  |  |  |  |  |  |  |  |  |  |  |  |
| |                                              |  |  |  |  |  |  |  |  |  |  |  |  |  |  |  |
| |                                              |  |  |  |  |  |  |  |  |  |  |  |  |  |  |  |
| | 12. Luis I de Hesse-Darmstadt                |  |  |  |  |  |  |  |  |  |  |  |  |  |  |  |
| |                                              |  |  |  |  |  |  |  |  |  |  |  |  |  |  |  |
| |                                              |  |  |  |  |  |  |  |  |  |  |  |  |  |  |  |
| | 25. Carolina de Zweibrücken-Birkenfeld       |  |  |  |  |  |  |  |  |  |  |  |  |  |  |  |
| |                                              |  |  |  |  |  |  |  |  |  |  |  |  |  |  |  |
| |                                              |  |  |  |  |  |  |  |  |  |  |  |  |  |  |  |
| | 6. Luis II de Hesse-Darmstadt (discutido).   |  |  |  |  |  |  |  |  |  |  |  |  |  |  |  |
| |                                              |  |  |  |  |  |  |  |  |  |  |  |  |  |  |  |
| |                                              |  |  |  |  |  |  |  |  |  |  |  |  |  |  |  |
| | 26. Jorge Guillermo de Hesse-Darmstadt       |  |  |  |  |  |  |  |  |  |  |  |  |  |  |  |
| |                                              |  |  |  |  |  |  |  |  |  |  |  |  |  |  |  |
| |                                              |  |  |  |  |  |  |  |  |  |  |  |  |  |  |  |
| | 13. Luisa de Hesse-Darmstadt                 |  |  |  |  |  |  |  |  |  |  |  |  |  |  |  |
| |                                              |  |  |  |  |  |  |  |  |  |  |  |  |  |  |  |
| |                                              |  |  |  |  |  |  |  |  |  |  |  |  |  |  |  |
| | 27. Carolina de Nassau-Saarbrücken           |  |  |  |  |  |  |  |  |  |  |  |  |  |  |  |
| |                                              |  |  |  |  |  |  |  |  |  |  |  |  |  |  |  |
| |                                              |  |  |  |  |  |  |  |  |  |  |  |  |  |  |  |
| | 3. María de Hesse-Darmstadt                  |  |  |  |  |  |  |  |  |  |  |  |  |  |  |  |
| |                                              |  |  |  |  |  |  |  |  |  |  |  |  |  |  |  |
| |                                              |  |  |  |  |  |  |  |  |  |  |  |  |  |  |  |
| | 28. Carlos Federico I de Baden               |  |  |  |  |  |  |  |  |  |  |  |  |  |  |  |
| |                                              |  |  |  |  |  |  |  |  |  |  |  |  |  |  |  |
| |                                              |  |  |  |  |  |  |  |  |  |  |  |  |  |  |  |
| | 14. Carlos Luis de Baden                     |  |  |  |  |  |  |  |  |  |  |  |  |  |  |  |
| |                                              |  |  |  |  |  |  |  |  |  |  |  |  |  |  |  |
| |                                              |  |  |  |  |  |  |  |  |  |  |  |  |  |  |  |
| | 29. Carolina Luisa de Hesse-Darmstadt        |  |  |  |  |  |  |  |  |  |  |  |  |  |  |  |
| |                                              |  |  |  |  |  |  |  |  |  |  |  |  |  |  |  |
| |                                              |  |  |  |  |  |  |  |  |  |  |  |  |  |  |  |
| | 7. Guillermina de Baden                      |  |  |  |  |  |  |  |  |  |  |  |  |  |  |  |
| |                                              |  |  |  |  |  |  |  |  |  |  |  |  |  |  |  |
| |                                              |  |  |  |  |  |  |  |  |  |  |  |  |  |  |  |
| | 30. Luis IX de Hesse-Darmstadt               |  |  |  |  |  |  |  |  |  |  |  |  |  |  |  |
| |                                              |  |  |  |  |  |  |  |  |  |  |  |  |  |  |  |
| |                                              |  |  |  |  |  |  |  |  |  |  |  |  |  |  |  |
| | 15. Amalia de Hesse-Darmstadt                |  |  |  |  |  |  |  |  |  |  |  |  |  |  |  |
| |                                              |  |  |  |  |  |  |  |  |  |  |  |  |  |  |  |
| |                                              |  |  |  |  |  |  |  |  |  |  |  |  |  |  |  |
| | 31. Carolina de Zweibrücken-Birkenfeld       |  |  |  |  |  |  |  |  |  |  |  |  |  |  |  |
| |                                              |  |  |  |  |  |  |  |  |  |  |  |  |  |  |  |
| |                                              |  |  |  |  |  |  |  |  |  |  |  |  |  |  |  |